# عين كرشة
عين كرشة بلدة وبلدية تابعة لدائرة عين كرشة في ولاية أم البواقي بالجزائر.